# Rudolf Otto (Maler)
Rudolf Otto (* 31. August 1887 in Groß Schönau; † 9. September 1962 in Dresden) war ein deutsch-böhmischer Maler.

## Leben

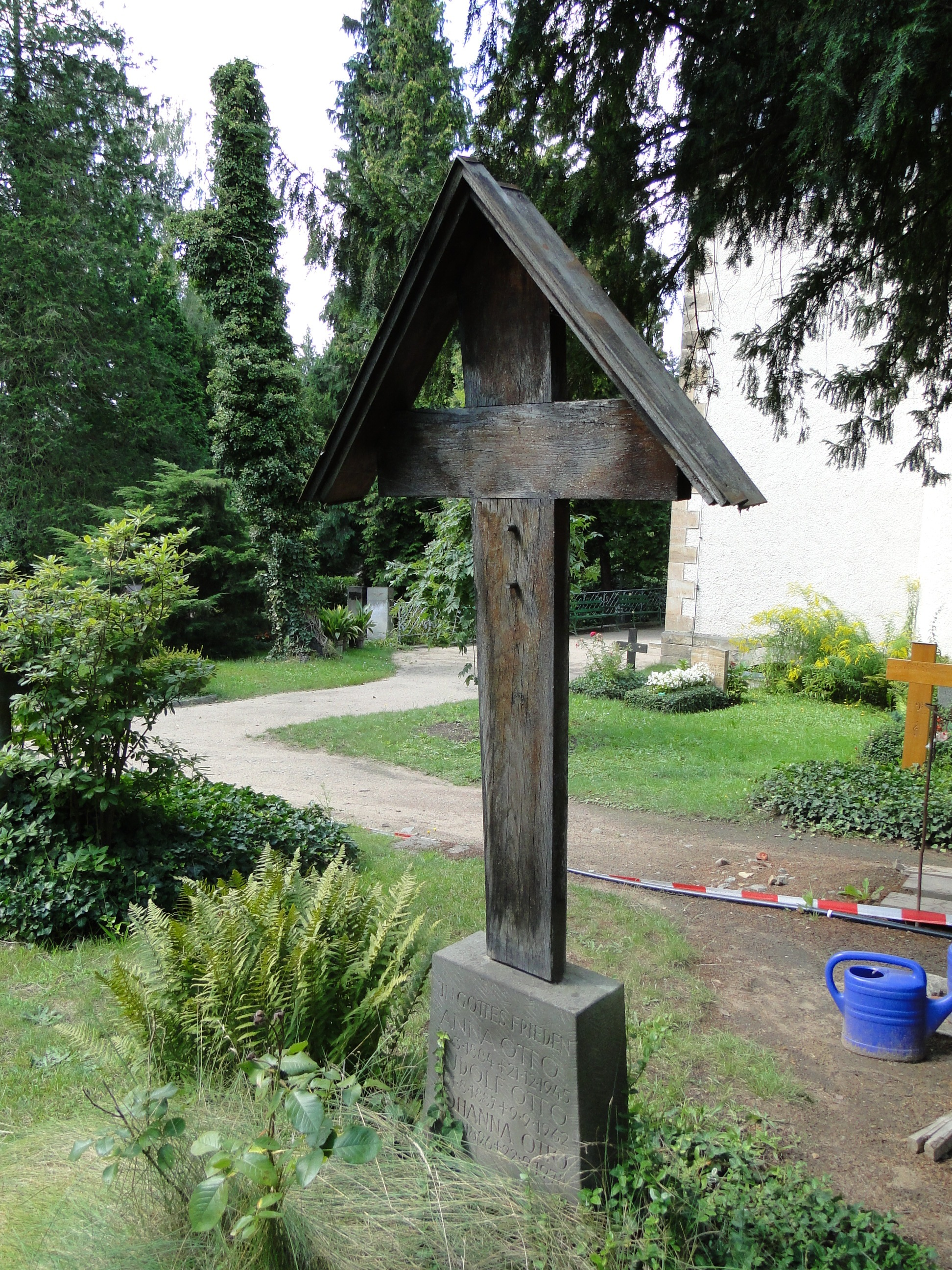
Grab von Rudolf Otto auf dem Loschwitzer Friedhof

Rudolf Otto studierte ab 1905 an der Dresdner Kunstakademie bei Carl Bantzer und Robert Sterl. Er war zeitweiliges Mitglied der Willingshäuser Malerkolonie und malte vor allem Landschaften, Stillleben und Genrebilder. Er lebte und arbeitete seit 1937/1938 in Dresden-Loschwitz. Das Adressbuch verzeichnete ihn u. a. 1938 in der Pillnitzer Landstraße 59, dem Künstlerhaus Loschwitz. In der Zeit des Nationalsozialismus war Otto Mitglied der Reichskammer der bildenden Künste. Für diese Zeit ist seine Teilnahme an 22 großen Gruppenausstellungen sicher belegt, u. a. von 1938 bis 1944 an allen Große Deutschen Kunstausstellungen in München.
Otto arbeitete auch nach dem Ende des NS-Staats in Dresden als freischaffender Maler. Er war von 1949 bis 1958 auf der 2. bis zur Vierten Deutschen Kunstausstellungen in Dresden und 1951/1952 in Berlin bei Künstler schaffen für den Frieden vertreten.
Sein Grab befindet sich auf dem Loschwitzer Friedhof in Dresden.

## Museen und öffentliche Sammlungen mit Werken Ottos (unvollständig)
- Dresden: Galerie Neue Meister
- Dresden: Sächsischer Kunstfonds
- Leipzig: Museum der bildende Künste

## Werke (Auswahl)
- Hessisches Bauernpaar mit Kind auf einer Bank vor ihrem Haus
- Küstenlandschaft bei List/Sylt. (1924)
- Pavillon am Pfotenteich im Schlosspark Ebersdorf. (1927),[4] vgl. Ebersdorf-Park-Teichhaus-2.jpg
- Streikende Hafenarbeiter (Öl auf Leinwand, 80 × 100 cm, 1929; Sächsischer Kunstfonds)[5]
- Badende Jungen mit Pferd
- Meißen mit Blick auf die Albrechtsburg und Elbe mit Dampfer.
- Stillleben mit Rosen und Zitronen
- Stillleben mit Pfingstrosen
- Gebirgslandschaft
- Blick über die Elbe auf die Stadt Meißen mit Albrechtsburg an einem dunstigen Frühlingstag.[6]
- Stillleben mit Pfingstrosen.[7]
- Grünes Tal vor Hochgebirge.[8]
- Schwälmer Tischgebet. (1934), Malerstübchen Willingshausen[9]
- Sächsische Schweiz – Elblandschaft. Museum der bildenden Künste Leipzig
- Mutter mit Kind. Museum der bildenden Künste Leipzig
- Bildnis des Dachdeckers Kurt Werner. (1952, Öl auf Leinwand, 100 × 70 cm; auf der Dritten Deutschen Kunstausstellung; Galerie Neue Meister Dresden)[10]
- Bäuerin mit Kind (Öl auf Leinwand, 101 × 80,6 cm, um 1955; Galerie Neue Meister)[11]